# Jack Casady
John William "Jack" Casady (Washington, 13 de abril de 1944) es un músico estadounidense, popular especialmente por su trabajo con la agrupación Jefferson Airplane. Inició su carrera en una banda de blues llamada "The Triumphs". Se unió a Jefferson Airplane cuando el guitarrista Jorma Kaukonen lo invitó a audicionar para la banda en septiembre de 1965. Casady, junto al resto de músicos de Jefferson Airplane, fue presentado en el Rock and Roll Hall of Fame en 1996.
También hizo parte de la agrupación Hot Tuna, junto al mencionado guitarrista Jorma Kaukonen.

## Discografía

### Jefferson Airplane
- 1966 - Jefferson Airplane Takes Off
- 1967 - Surrealistic Pillow
- 1967 - After Bathing at Baxter's
- 1968 - Crown of Creation
- 1969 - Bless Its Pointed Little Head
- 1969 - Volunteers
- 1970 - The Worst of Jefferson Airplane
- 1971 - Bark
- 1972 - Long John Silver
- 1973 - Thirty Seconds Over Winterland
- 1989 - Jefferson Airplane